# Andrew Nardi
Andrew Nardi (West Hills, California, 18 de agosto de 1998) es un jugador profesional estadounidense de béisbol que se desempeña en la posición de lanzador en Miami Marlins, equipo de las Grandes Ligas de Béisbol (MLB).

## Carrera
Fue seleccionado en la 16.ª ronda en el Draft de la MLB de 2019. En 2022 hizo su debut profesional con el equipo Miami Marlins, donde lleva jugando tres temporadas.